# 拉特美术馆
拉特美术馆（法語：Musée Rath）是瑞士历史最为悠久的一所美术馆，位于日内瓦新广场，建于1826年。其名称来自修建美术馆工程的主要赞助人西蒙·拉特（Simon Rath）将军。到19世纪后期，藏品的不断增加使美术馆面临严重的空间不足。1910年，日内瓦艺术历史博物馆建成，此后，拉特美术馆主要用于短期的艺术及考古学展览。
美术馆由设计师萨缪埃尔·沃谢尔（Samuel Vaucher）设计，为新古典主义风格。现已列入瑞士国家重要文化财产名录。